# Villard-de-Lans

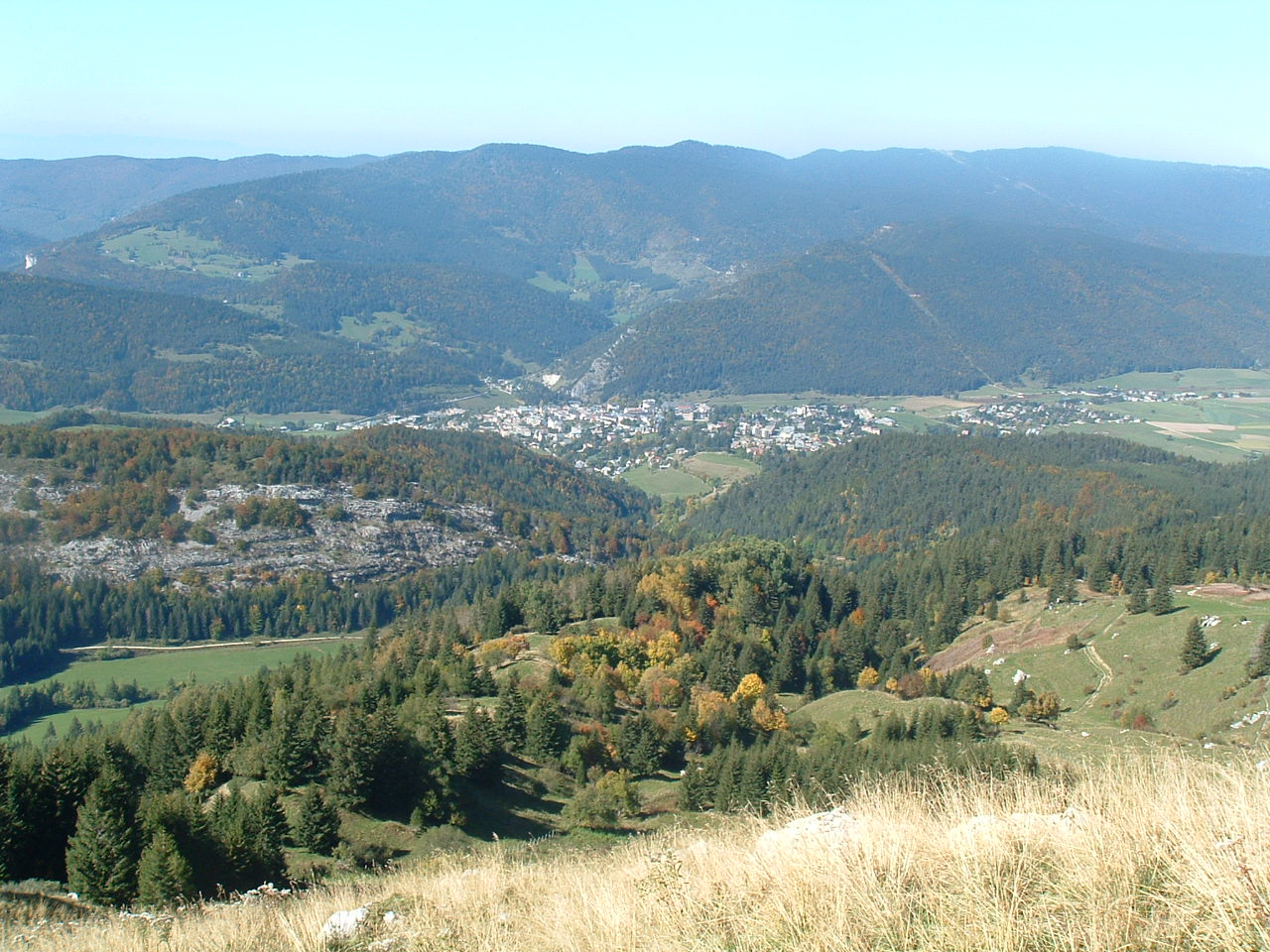
Villard de Clos du Four, a sudeste de Villard

Villard-de-Lans é uma comuna francesa na região administrativa de Auvérnia-Ródano-Alpes, no departamento de Isère.